# Jan Janów

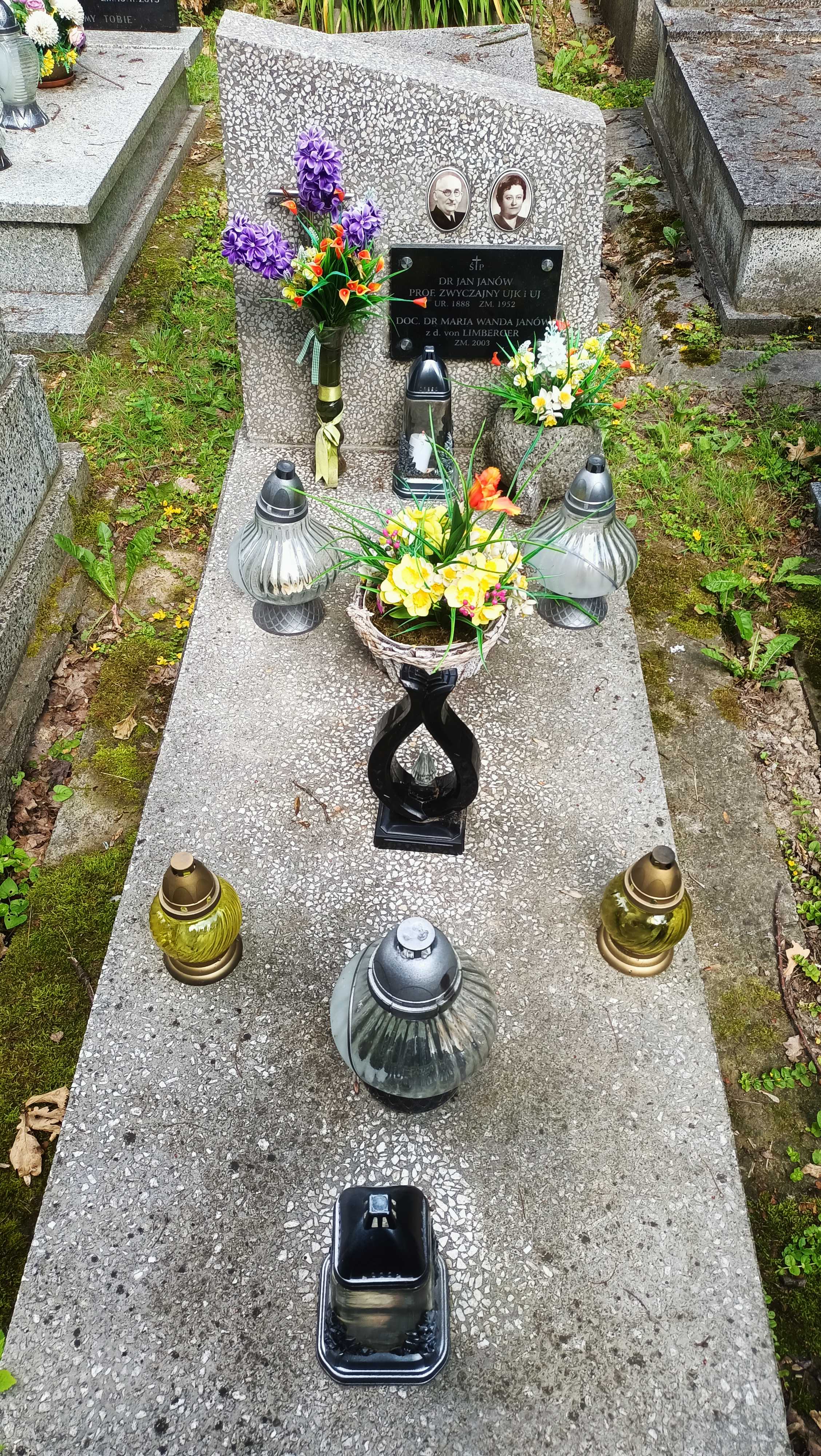
Grób Jana Janowa na Cmentarzu Rakowickim w Krakowie

Jan Janów (ur. 22 listopada 1888 w Moszkowcach, powiat kałuski, zm. 17 grudnia 1952 w Krakowie) – polski językoznawca, historyk literatury religijnej, profesor Uniwersytetu Lwowskiego i Jagiellońskiego, członek PAU.
Był synem Szymona (chłopa małorolnego) i Melanii z domu Romanów. Uczęszczał do seminarium nauczycielskiego w Stanisławowie (do 1908), następnie do II gimnazjum w Stanisławowie (do 1909). W latach 1909–1913 studiował historię literatury i slawistykę na Uniwersytecie Lwowskim, m.in. pod kierunkiem Adama Antoniego Kryńskiego i Wilhelma Bruchnalskiego; w 1913 obronił doktorat na podstawie pracy Słowa powtarzające języka polskiego. Pracował jednocześnie jako nauczyciel języka polskiego we lwowskich szkołach powszechnych. Uzupełniał studia we Fryburgu (1913–1914). W czasie I wojny światowej służył jako szeregowiec w armii austriackiej, kilka lat spędził w niewoli rosyjskiej. W 1918 habilitował się na uniwersytecie w Taszkencie i został docentem w Zakładzie Językoznawstwa tej uczelni; był również docentem w Zakładzie Językoznawstwa Słowiańskiego Instytutu Orientalistycznego w Taszkencie (1920–1921). W 1922 podjął pracę na Uniwersytecie Lwowskim; początkowo pracował w Archiwum (1922–1925), od 1925 był docentem w Katedrze Filologii Słowiańskiej. W 1927 mianowany profesorem nadzwyczajnym, objął Katedrę Filologii Ruskiej; profesorem zwyczajnym został w 1936. Po wojnie przeniósł się na Uniwersytet Jagielloński, gdzie w grudniu 1945 został kierownikiem Zakładu Języków Ruskich Studium Słowiańskiego (od 1951 Zakładu Języków Wschodniosłowiańskich).
Od 1946 był członkiem korespondentem PAU. W latach 1922–1925 pełnił funkcję sekretarza Polskiego Towarzystwa Orientalistycznego, od 1924 należał do Towarzystwa Naukowego we Lwowie.
Jego zainteresowania naukowe obejmowały dialektologię słowiańską, historię literatury religijnej oraz historię kultury. Jako jeden z pierwszych w Polsce prowadził badania nad językiem zabytków literatury staroruskiej. Analizował występowanie partykuł w języku rosyjskim. Badał język Jakuba Wujka, Piotra Skargi, Biblii królowej Zofii, Gesta Romanorum, Rozmów Mistrza ze Śmiercią, Żywota Pana Jezu Krysta Baltazara Opeca. Przygotował krytyczne wydania m.in. Legendarno-apokryficzno opowieści ruskich o męce Chrystusa z uwzględnieniem zabytków staropolskich (1931), Żywota Barlaama i Jozefata Sebastiana Piskorskiego (1935), wydał też Ewangeliarz z początku XVI wieku Jana Sandeckiego-Maleckiego (1947). Prowadził porównawcze badania nad literaturą i kulturą starohinduską, grecko-rzymską, klasycystyczną i europejską współczesną.
Ogłosił szereg prac naukowych, m.in.:
- Gwara małoruska Moszkowiec i Siwki Naddniestrzańskiej z uwzględnieniem wsi okolicznych (1926)
- Z fonetyki gwar huculskich (1927)
- Z dziejów polskiej pieśni historycznej (1929)
- Język ruski w ewangeliarzu kaznodziejskim z Trościańca (1930)
- Przyczynki do lafiryndy (1932)
- Do dziejów „Historii Barlaama” w przekładzie rumuńskim (1933)
- Apokryf o dwunastu piątkach (1934)
- Wpływ słownictwa rumuńskiego na Podkarpaciu (1938)
- Problem klasyfikacji ewangeliarzy „uczytelnych” (1947)
- Leksykografia wschodnio-słowiańska do końca XVII wieku (1951, 2 części)

Został pochowany na cmentarzu Rakowickim w Krakowie.